# Papegojfrötangara
Papegojfrötangara (Sporophila peruviana) är en fågel i familjen tangaror inom ordningen tättingar.

## Utseende
Papegojfrötangaran är en liten finkliknande fågel med oproportioneligt kraftig näbb, med mycket rundad och svullen övre del. Hanen är grå och vit med vita vingand och svart strupe som övergår i ett svart bröstband. Honan är mer brunaktig med ljusa vingband.

## Utbredning och systematik
Papegojfröfinken förekommer i kustnära områden i sydvästra Ecuador och Peru. Den delas in i två underarter med följande utbredning:
- S. p. devronis – förekommer från torra kustnära sydvästra Ecuador (Manabi) till norra Peru (Tumbes)
- S. p. peruviana – förekommer längs den torra kusten i Peru (La Libertad till Ica)

### Familjetillhörighet
Liksom andra finkliknande tangaror placerades denna art tidigare i familjen Emberizidae. Genetiska studier visar dock att den är en del av tangarorna.

## Levnadssätt
Papegojfrötangaran hittas i fält och buskiga områden. Där kan den samlas i stora flockar utanför häckningstid. the breeding season.

## Status och hot
Arten har ett stort utbredningsområde och tros öka i antal. Internationella naturvårdsunionen IUCN listar den därför som livskraftig (LC).